# Irena Pavelková
Irena Pavelková, née le 5 septembre 1974 à Mladá Boleslav, est une kayakiste tchèque.

## Palmarès

### Jeux olympiques d'été
- Jeux olympiques de 2000 à Sydney,  Australie

### Championnats du monde
- Championnat du monde 2011 à Bratislava,  Slovaquie
  -  Médaille d'argent en K1 par équipe
- Championnat du monde 2010 à Tacen,  Slovénie
  -  Médaille d'or en K1 par équipe
- Championnat du monde 2007 à Foz do Iguaçu,  Brésil
  -  Médaille d'argent en K1 par équipe
- Championnat du monde 2006 à Prague,  République tchèque
  -  Médaille d'argent en K1 par équipe
- Championnats du monde 2005 à Penrith,  Australie
  -  Médaille d'or en K1 par équipe
- Championnat du monde 2003 à Augsbourg,  Allemagne
  -  Médaille d'or en K1 par équipe
- Championnat du monde 2002 à Bourg Saint-Maurice,  France
  -  Médaille d'argent en K1 par équipe

### Championnats d'Europe
- 2008 à Cracovie,  Pologne
  -  Médaille de bronze en K1
- 2006 à  L'Argentière-la-Bessée,  France
  -  Médaille d'argent en K1 par équipe
- 2005 à Tacen,  Slovénie
  -  Médaille de bronze en K1
- 2004 à Skopje,  Macédoine
  -  Médaille de bronze en K1
- 2002 à Čunovo,  Slovaquie
  -  Médaille d'or en K1 par équipe
- 2000 à Mezzana,  Italie
  -  Médaille d'argent en K1 par équipe
  -  Médaille de bronze en K1